# Julio Bach
Julio Bach (San Miguel de Tucumán, Tucumán, 20 de junio de 1950) es un exjugador de rugby argentino que se desempeñaba como Tercera línea. Fue el primer tucumano en jugar en Los Pumas.

## Carrera

### Tucumán Rugby
Bach se formó en Tucumán Rugby, donde debutó en primera división del Anual Tucumano a los 16 años en 1966. Con Tucumán Rugby logró coronarse campeón del Anual Tucumano en 1977 y 1978, en sus últimos años como jugador. Jugó su primer partido con la Selección Tucumana a los 17 años y llegó a la final del Campeonato Argentino en 1975, en lo que fue la segunda final en la historia del combinado tucumano.

## Selección nacional
En 1975 Bach es convocado a Los Pumas y debutó ante Paraguay, convirtiéndose en el primer tucumano en jugar para la selección nacional.

## Clubes
| Club          | País      |
| ------------- | --------- |
| Tucumán Rugby | Argentina |

## Palmarés
| Título         | Equipo        | País      | Año  |
| -------------- | ------------- | --------- | ---- |
| Anual Tucumano | Tucumán Rugby | Argentina | 1977 |
| Anual Tucumano | Tucumán Rugby | Argentina | 1978 |